# Mulberry (Kansas)
Mulberry es una ciudad ubicada en el condado de Crawford en el estado estadounidense de Kansas. En el año 2010 tenía una población de 520 habitantes y una densidad poblacional de 400 personas por km².

## Geografía
Mulberry se encuentra ubicada en las coordenadas 37°33′21″N 94°37′24″O / 37.55583, -94.62333 (37.555955, -94.623407).

## Demografía
Según la Oficina del Censo en 2000 los ingresos medios por hogar en la localidad eran de $26,771 y los ingresos medios por familia eran $32,153. Los hombres tenían unos ingresos medios de $21,650 frente a los $18,750 para las mujeres. La renta per cápita para la localidad era de $14,621. Alrededor del 13.1% de la población estaban por debajo del umbral de pobreza.